# Cerveja Pilsen

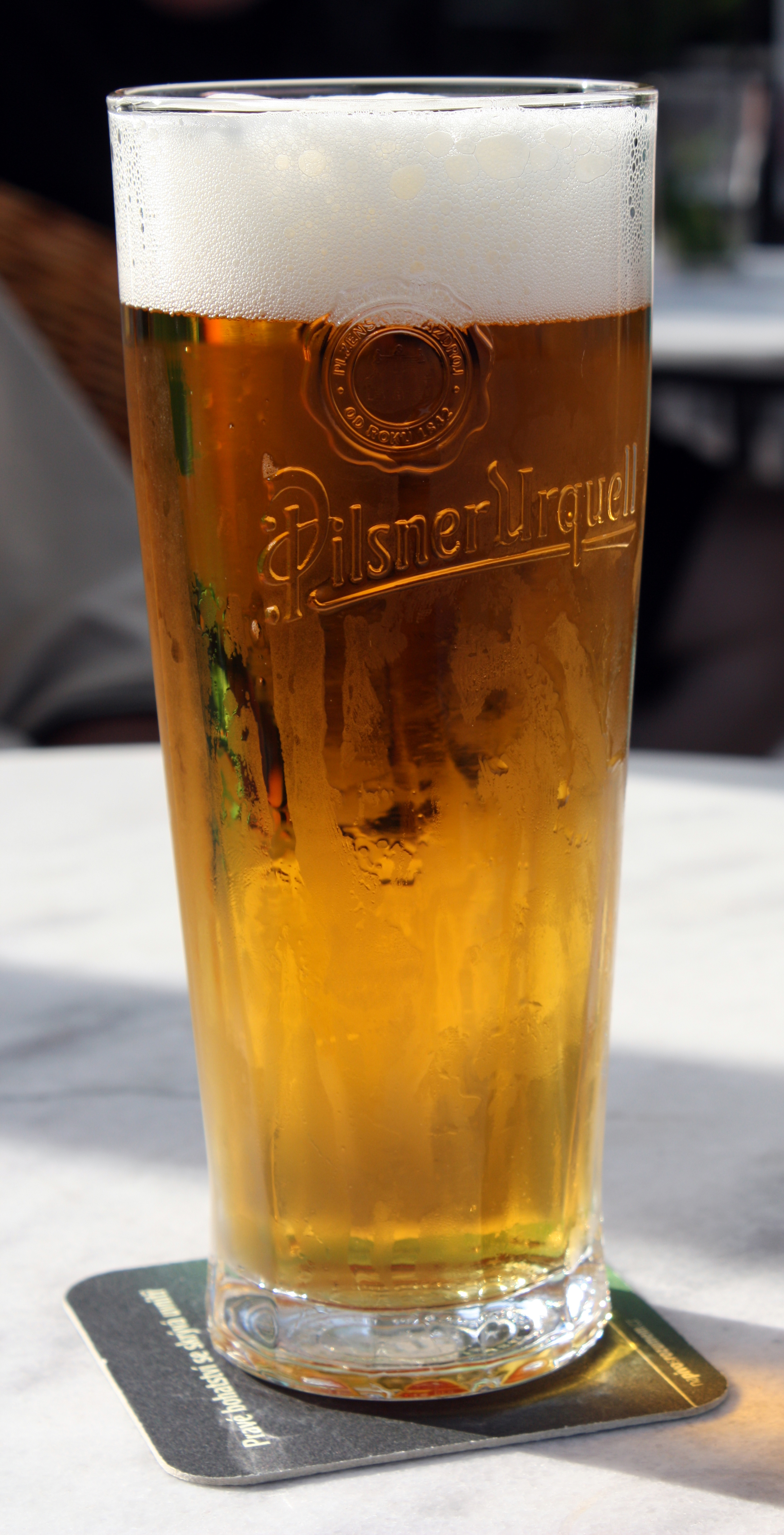
Exemplo clássico de cerveja Pilsen: a Pilsner Urquell

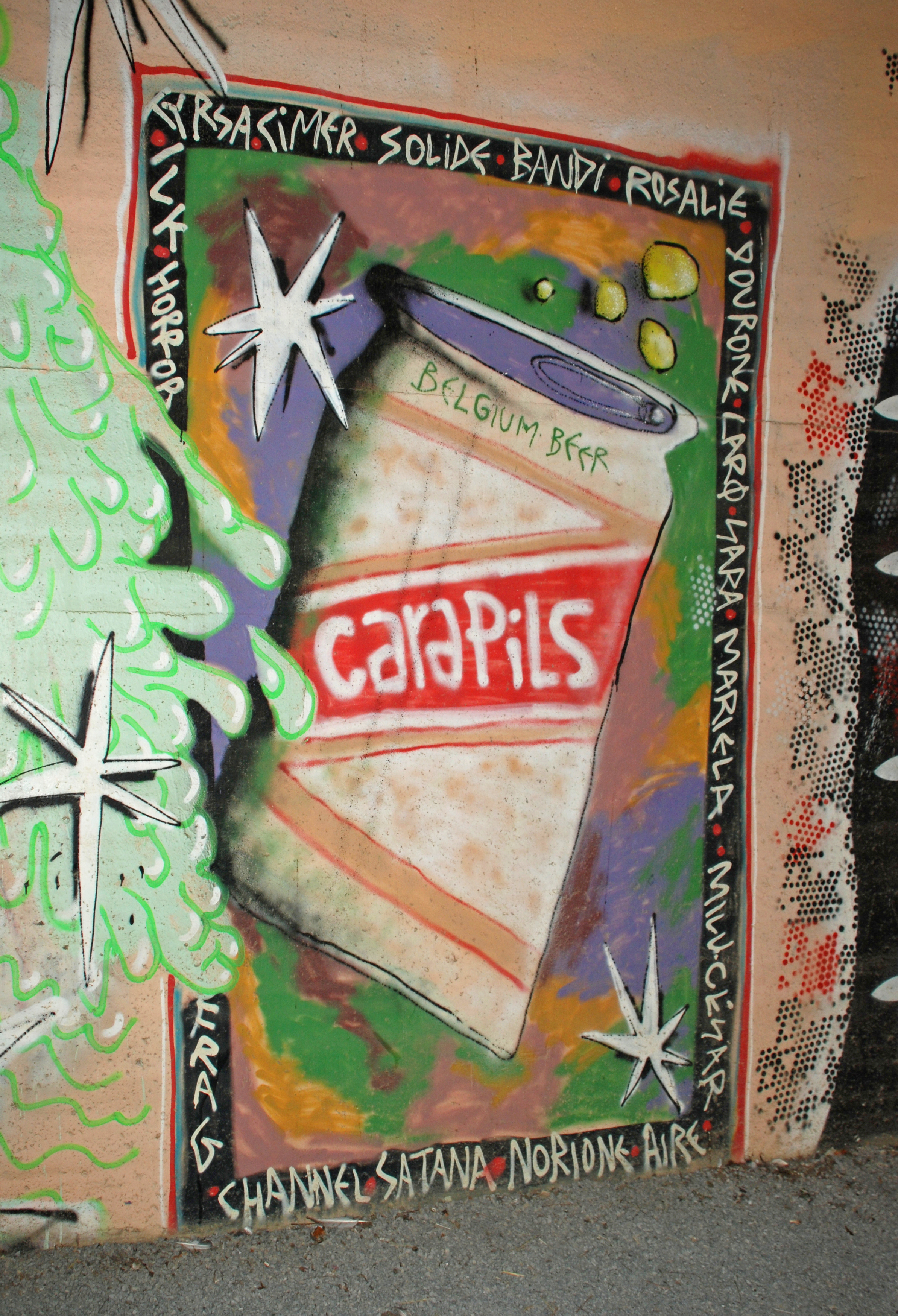
Lata de Pils belga representada num mural da estação de comboio Louvain-la-Neuve (Bélgica).

Pilsen ou Pilsener é um tipo de cerveja lager da Segunda Revolução Industrial, com o avanço da microbiologia e da eletricidade refrigerando os equipamentos das fábricas e das casas dos consumidores. É originária da cidade de Pilsen (hoje Plzeň), na Boêmia (atual República Checa) por volta de 1840. É fabricada a partir de malte tipo Pilsen, lúpulo Saaz e água de baixa dureza, fermentados por levedo de baixa fermentação.
Possui aroma rico e complexo do malte com um toque floral proveniente do lúpulo, sabor complexo do malte combinado com um amargor sutil do lúpulo,de baixo teor alcoólico (4~5%). É transparente e amarela, beirando o dourado, mas sua espuma é opaca e branca devido ao espalhamento da luz no espaço entre a bebida e as bolhas de ar. Exemplos comerciais são a Pilsner Urquell, Budweiser Budvar, Eisenbahn Pilsen, Abadessa Slava Pils e Bamberg Pilsen.
O estilo Pilsen é muitas vezes utilizado nos rótulos de cervejas Standard American Lager, mas diferenciam-se dessas por não utilizar adjuntos (arroz e milho) e por utilizar exclusivamente lúpulo do tipo Saaz, gerando uma cerveja com aroma mais rico e complexo.

## História
Em 1830, Pilsen (Plzen), numa província do reino medieval da Boêmia, era uma cidade cervejeira real, e era famosa no reino pela qualidade de sua cerveja. Levava sua posição real muito a sério - qualquer cervejaria que vendesse cerveja de baixa qualidade foi ordenada pelo conselho da cidade a dar uma gorjeta na praça principal. Em um ambiente em que a qualidade era esperada, era lógico que a excelência era reverenciada e, portanto, para esse fim, um grupo de jovens cervejeiros se reuniu com o objetivo de produzir a melhor cerveja de qualidade que se possa imaginar.
Em 1838, alguns cervejeiros de Pilsen consideravam a qualidade de um lote tão ruim que despejaram 36 barris de material em frente à prefeitura, os proprietários de tabernas descontentes provocaram uma revolução na fabricação de cerveja, a cerveja estava azeda e frágil. Bebedores de cerveja exigiam cerveja melhor e ouviram falar do novo método de fabricação de cerveja na vizinha Munique, onde a chamada cerveja boêmia feita com a ajuda de máquinas de fabricação de gelo recém-inventadas estava se encontrando com aprovação.
Empresários locais e proprietários de tabernas em Pilsen se comprometeram a arrecadar fundos e construir uma nova cervejaria, a chamada Bürgerbrauerei ou "Cervejaria Municipal" ou "Cervejaria do Cidadão". Um arquiteto líder, Martin Stelzer, foi contratado para projetar a cervejaria e viajou pela Europa e Grã-Bretanha para estudar cervejarias modernas que usavam as novas tecnologias da Revolução Industrial, linhagens de leveduras puras, energia a vapor e refrigeração artificial para fabricar cerveja.
Os fabricantes de cerveja sabiam que, para produzir essa cerveja, as condições precisavam ser perfeitas e, portanto, o pedido deles foi simples: Martin Stelzer deveria construir a cervejaria perfeita para a nossa cerveja perfeita. Martin Stelzer viajou por toda parte estudando design de cervejaria e retornou a Plzen cheio de inspiração para sua obra-prima.
Sua primeira decisão brilhante foi situá-la ao longo do rio Radbuzaque, que tinha água muito mole, e mais tarde se tornaria crucial para a fabricação de cerveja pilsner. Segundo, a rocha de arenito encontrada ao longo do leito do rio e áreas adjacentes facilitou a escavação de grandes túneis para o armazenamento da cerveja em temperaturas baixas, outro passo importante na fabricação de cerveja lager.
Mas a inspiração não foi a única coisa que ele trouxe de volta. Stelzer era versado na mais recente tecnologia de fabricação de cerveja da Baviera e contratou o Mestre cervejeiro bávaro Josef Groll para supervisionar as operações de fabricação de cerveja.
Martin Stelzer trouxe da Inglaterra um forno de malte indiretamente queimado por coque, em vez de diretamente queimado por madeira. Este tipo de forno foi usado para fazer malte pálido, a base do novo estilo de cerveja fabricado na Inglaterra chamado pale ale.
Utilizando os novos maltes delicados, que agora estavam disponíveis, e seu conhecimento especial de fabricação de cerveja alpina que envolveu técnicas revolucionárias de fabricação de fogo e fermentação de fundo, Josef Groll fabricou a cerveja de cor mais clara que o mundo já havia visto, uma bebida dourada e cheia de lúpulos fermentada com fermento obtido da Baviera.

A cervejaria foi construída rapidamente, e Josef Groll produziu, no dia 5 de outubro de 1842 uma nova cerveja, clara e carbonatada, com sabor acentuado e refrescante. Seu primeiro lote de cerveja foi apresentado na Feira em 11 de novembro de 1842. A cerveja surpreendeu e encantou o povo de Pilsen, era uma cerveja dourada, a primeira cerveja lager verdadeiramente pálida já vista, pois as cervejas fabricadas na Baviera eram de cor marrom-avermelhada profunda, como resultado do malte de cevada sendo cozido no forno ou assado suavemente em fogueiras. Nasceu o primeiro pilsner do mundo!

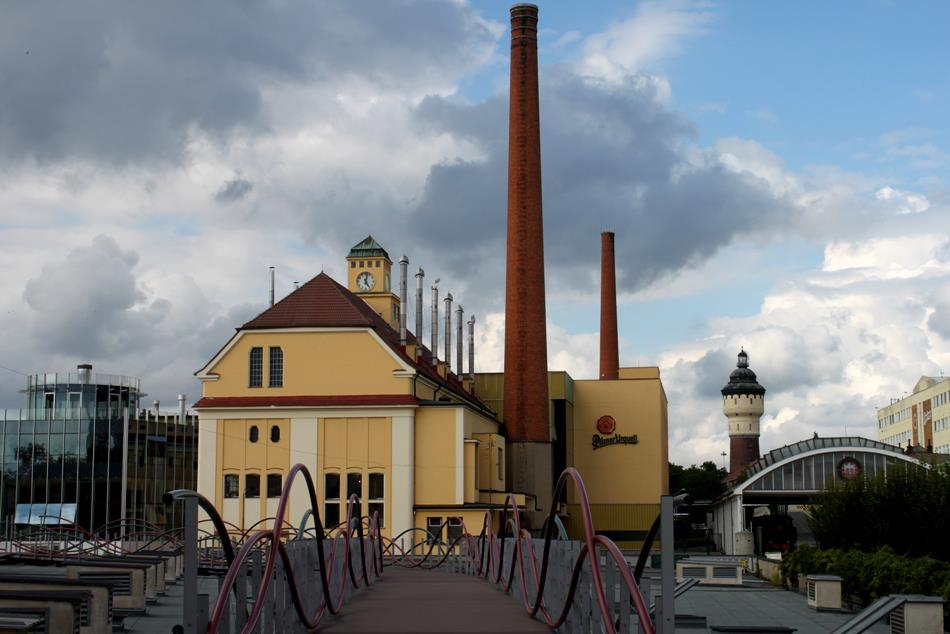
Cervejaria Pilsner Urquell